# Timonius platycarpus
Timonius platycarpus är en måreväxtart som beskrevs av Xavier Montrouzier. Timonius platycarpus ingår i släktet Timonius och familjen måreväxter.
Artens utbredningsområde är Nya Kaledonien. Inga underarter finns listade i Catalogue of Life.